# フルスロットル (企業)
株式会社フルスロットル（フルスロットル、英: Fullthrottle Inc.）は東京都渋谷区に本社を置き、ブランディング戦略およびスマートフォン、Webシステム開発をおこなう日本の企業。

## 概要
2010年1月に設立。ブランディング事業を中心とした企業コンサルティングを行う。2010年7月、株式会社ミスターエム・株式会社グランデコンサルティングと共催で中小企業の経営者100名を対象にセミナーを行う。

## 受賞
- コスト削減のプロフェッショナル100[5]

- スマートフォンビジネスカンパニー100[6]

## イベント
- 2010年5月28日　第1回経営者×クリエイター交流会
- 2010年7月28日　日本を元気にする成長企業フォーラム[7]
- 2010年11月17日開催　第2回経営者×クリエイター交流会　株式会社NEXTFUN　オーギュメントファイブ株式会社 協賛
- 2011年7月1日開催　第3回経営者×クリエイター交流会　株式会社スリーシー　AUG5株式会社 協賛
- 2011年12月2日開催　第4回経営者×クリエイター交流会　株式会社ミネルバ　パナソニック電工ネットソリューションズ株式会社 協賛
- 2012年8月2日開催　第5回経営者×クリエイター交流会